# اولشنکا
اولشنکا (به چکی: Olešenka) یک منطقهٔ مسکونی در جمهوری چک است که در ناحیه هاولیتشکوف برود واقع شده‌است. اولشنکا ۶٫۸۵ کیلومتر مربع مساحت و ۱۸۳ نفر جمعیت دارد و ۵۳۰ متر بالاتر از سطح دریا واقع شده‌است.